# Ташиан, Дэниел
Дэниел Ташиан (англ. Daniel Tashian) — американский кантри-рок музыкант, продюсер, автор, мультиинструменталист. Участник рок-группы The Silver Seas. Сотрудничал в записи многих альбомов и синглов. Лауреат нескольких музыкальных премий, включая две Грэмми.
В 2018 году он стал сопродюсером высоко оцененного критиками альбома Кейси Масгрейвс Golden Hour, а также соавтором 7 из 13 песен альбома, в том числе «Slow Burn», «Happy and Sad», «Love is a Wild Thing» и заглавная композиция альбома «Golden Hour». Ташиан получил две премии Грэмми, одну награду ACM Awards и одну награду CMA Awards за свою работу над этим альбомом. Среди других его продюсерских проектов — EP «Living Room Worktapes» канадской певицы Tenille Townes, альбом американской певицы Джесси Джеймс Декер «On This Holiday», также работал с такими артистами, как A Girl Called Eddy, Trent Dabbs, Emily West, Lily & Madeleine, Lissie, Little Big Town, Сара Эванс, Марен Моррис, Lady A, Мартина Макбрайд, Ли Энн Вомак и другими.

## Биография
См. также «Aaron Personal life» в английском разделе.
Сын рок-музыканта Barry Tashian (лидера гараж-рокеров Barry & the Remains) и кантри-певицы Holly Tashian, которые вместе играли в кантри-фолк-дуэте Barry and Holly Tashian. Полное имя Daniel Keyes Tashian.
Музыкальная карьера Ташиана началась, когда ему было 19 лет, и он подписал свой первый контракт с Elektra Records. Его первый альбом был продюсирован Ти Боун Бернеттом T Bone Burnett, и он также основал группу под названием The Silver Seas (первоначально называвшуюся The Bees) в 1999 году. Успех этой группы привел их к появлению на шоу с Джулсом Холландом Later... with Jools Holland.
В 2019 году на 61-й церемонии «Грэмми» получил две статуэтки в категориях Премия «Грэмми» за лучший альбом года и Премия «Грэмми» за лучший кантри-альбом за студийный диск Golden Hour певицы Кейси Масгрейвс.

## Награды
| Награда                   | Альбом/песня  | Результат | Категория                               |
| ------------------------- | ------------- | --------- | --------------------------------------- |
| Grammy Awards             | Golden Hour   | Победа    | Премия «Грэмми» за лучший альбом года   |
| Grammy Awards             | Golden Hour   | Победа    | Премия «Грэмми» за лучший кантри-альбом |
| Academy of Country Music  | Golden Hour   | Победа    | Album of the Year                       |
| Country Music Association | Golden Hour   | Победа    | Album of the Year                       |
| BMI Award                 | Hometown Girl | Победа    | N/A                                     |

## Дискография
См. также «Selected songwriting credits» в английском разделе.